# تپه قلعه گاه
تپه قلعه گاه مربوط به هزاره ۲و ۱قم است و در شهرستان سقز، بخش زیویه، روستای لگزی واقع شده و این اثر در تاریخ ۲۳ شهریور ۱۳۸۲ با شمارهٔ ثبت ۱۰۰۸۹ به‌عنوان یکی از آثار ملی ایران به ثبت رسیده است.